# Roderick Briffa
Pour les articles homonymes, voir Briffa.
Roderick Briffa est un footballeur international maltais né le 4 août 1981 à La Valette. Il évolue au poste de défenseur avec le Mosta FC.

## Palmarès
- Champion de Malte en 2000, 2006, 2011, 2012, 2014 et 2016
- Vainqueur de la Coupe de Malte en 2003, 2005 et 2010
- Vainqueur de la Supercoupe de Malte en 2003, 2004, 2005, 2006, 2010, 2011 et 2012